# Gonnoscodina
Gonnoscodina è un comune italiano di 424 abitanti della provincia di Oristano in Sardegna, che si trova nell'antica regione della Marmilla, disteso su un pendio collinare tra la Giara di Gesturi, la Giara di Siddi e il Monte Arci. Il territorio, particolarmente ricco di alture e rilievi, si presenta molto fertile e adatto all'agricoltura, attività cui si affianca nell'economia paesana la lavorazione artigianale del legno e della ceramica.

## Geografia

### Territorio
La fertilità del terreno e la presenza di numerosi corsi d'acqua, come il Rio Mogoro, hanno contribuito alla formazione di piccole comunità nel territorio comunale di Gonnoscodina. Dal paese ci può spostare facilmente per andare a visitare luoghi dove la natura ha creato uno spettacolo incredibile. Da qui infatti ci si può spostare a visitare la Giara di Gesturi, coi suoi famosi cavallini selvaggi, oppure la Giara di Siddi, dove la roccia basaltica ha creato nel tempo singolari fessurazioni verticali dai caldi colori rossastri, o ancora le pendici del Monte Arci coi suoi angoli incontaminati e i suoi giacimenti di ossidiana.

## Origini del nome
Proprio dalla sua posizione su un declivio collinare deriva il nome del paese: la radice del toponimo Gonnos, comune anche ad altri paesi sardi, significa infatti "collina", mentre la parte finale Codina significa "pietra", "roccia". Quindi Gonnoscodina significa "collina di pietra o rocciosa".

## Storia
Fin dall'antichità il territorio di Gonnoscodina fu abitato, come testimoniano alcuni monumenti e siti di età nuragica; poi fu frequentato dai romani, alla cui epoca risale una piccola necropoli e un deposito con monete rinvenuti nelle campagne circostanti. Durante il Medioevo sorse il villaggio vero e proprio, appartenente alla curatoria di Parte Montis nel giudicato di Arborea. Alla caduta del giudicato (1420) entrò a far parte del Marchesato di Oristano, e sconfitti definitivamente gli arborensi nel 1478 passò sotto il dominio aragonese. Questi ultimi la incorporarono nell'Incontrada dei Parte Montis, feudo della famiglia Carroz. Nel 1603, quando la contea di Quirra si trasformò in marchesato, passò ai Centelles e successivamente agli Osorio de la Cueva. A questi ultimi fu riscattato nel 1839 con la soppressione del sistema feudale.
Dal 1927 al 1946 fu aggregata al comune di Gonnostramatza.

## Monumenti e luoghi d'interesse
Il centro storico di Gonnoscodina accoglie sul Rio Isca un "antico ponte", ricostruito nel XVIII sec su una base di un antico ponte romano. la chiesa di San Sebastiano e quella di San Daniele.

### Architetture religiose
- San Daniele: la chiesa fu edificata nella prima metà del XIX secolo, è diventata il simbolo del paese, anche perché sorge al suo ingresso. La chiesa ha una pianta centrale; ospita al suo interno un  altare in marmo pario. Essa è circondata da un parco ammantato di macchia mediterranea.
- San Sebastiano: la chiesa principale ha sostituito l'antica parrocchiale di San Bartolomeo, di cui oggi restano solo due archi a tutto sesto. La nuova chiesa, risalente al XIX secolo, fu costruita in stile ionico a croce greca, è una delle poche nella Diocesi di Ales ad essere, oltre che benedetta, anche consacrata. Al suo interno è custodita una reliquia della Santa Croce e un calice antico di grande pregio.

### Siti archeologici
Nel territorio di Gonnoscodina sono presenti due nuraghi:
- Nuraghe Nuratzou in località " Nuratzou "
- Nuraghe di Gotzua in località " Padru e gotzua "

## Società

### Evoluzione demografica
Abitanti censiti

### Lingue e dialetti
La variante del sardo parlata a Gonnoscodina è il campidanese occidentale.

### Festività
- Sagra di San Sebastiano: È tra gli appuntamenti festivi importanti, ricordato il 20 gennaio in onore del patrono San Sebastiano, con caratteristici falò accesi la notte della vigilia.
- Festa di San Daniele: particolarmente sentita in onore di San Daniele, nelle seguenti date: il 9 maggio, il 13 ottobre e il 13 novembre.
- Festa di San Bartolomeo: si tiene il 24 agosto in onore di San Bartolomeo nella suggestivo parco che circonda la chiesetta.